# Owl City
Owl City (en català, La ciutat del mussol o Ciutat mussol) és un projecte musical de synthpop i música electrònica creat per Adam Young. Young mesclava música al soterrani de casa dels seus pares a Owatonna, Minnesota, a causa del seu insomni.
Les influències de Young són la música disco i la música electrònica europea. Després de llençar dos àlbums de forma independent, Owl City guanyà popularitat en llençar l'àlbum Ocean Eyes el 2009, que assolí la posició #1 al Billboard Hot 100 dels Estats Units amb el seu senzill "Fireflies". "Fireflies" va encapçalar les llistes dels Estats Units i el Canadà i es va convertir en la cançó més descarregada a iTunes dels Estats Units, i Ocean Eyes va entrar al Top Ten de les llistes dels Estats Units i en les de música electrònica. A desembre de 2009, fou certificat disc d'or.

## Primers anys (2007-08)
Owl City fou creat per Adam Young al soterrani dels seus pares. En aquell moment, Adam estava treballant en un magatzem de Coca-Cola. Ambdós discos foren llançats quan Young no pertanyia a cap discogràfica. A principis de 2009 es va filtrar que Owl City signà un contracte amb Universal Republic, una filial d'Universal Music Group.

## Ocean Eyes (2009)
Ocean Eyes, tercer àlbum d'Owl City, fou llençat mitjançant iTunes el 14 de juliol de 2009, y estigué disponible a les botigues a partir del 28 de juliol de 2009. L'àlbum va debutar en el #27 al Billboard 200. Es van publicar quatre: "Hello Seattle", "Hot Air Balloon", "Strawberry Avalanche", i "Fireflies”.
La banda en concert d'Owl City es compon de: Breanne Duren (teclats), Matthew Decker (bateria), Laura Musten (violí), y Hannah Schroeder (violoncel).
El vocalista de Relient K, Matt Thiessen, ha viatjat i col·laborat amb Owl City en diversos temes, inclús en l'èxit "Fireflies", a on es pot escoltar a Thiessen com veu de fons. Per la seva part, Young també va produir la cançó de Relient K “Terminales”. Thiessen declarà que és molt probable que ell i Young comencin un projecte paral·lel anomenat “Goodbye Dubai” en un futur.
"Fireflies" fou llençat en descàrrega gratuïta per al joc d'iPod / iPhone Tap Tap Revenge 3, de Tapulous. Steve Hoover fou contractat com a director del videoclip de "Fireflies". El vídeo s'estrenà en exclusiva a MySpace, però es filtrà en diversos llocs web de visualització de vídeos, com ara YouTube i Dailymotion, hores abans.
Owl City apareix a la banda sonora de 90210, amb una cançó titulada "Sunburn", que fou publicada el 13 d'octubre de 2009.

## Discografia
- Of June (2007)
- Maybe I'm Dreaming (2008)
- Ocean Eyes (2009)
- All Things Bright And Beautiful (2011)
- The Midsummer Station (2012)
- Mobile Orchestra (2015)
- Cinematic (2018)